# Селюченко, Александра Фёдоровна
Алекса́ндра Фёдоровна Селюче́нко (укр. Селюченко Олександра Федорівна; 6 мая 1921, Опошня, Полтавская губерния — 23 июня 1987, Опошня, Полтавская область) — украинская советская керамистка, народный мастер. Заслуженный мастер народного творчества УССР.

## Биография
Родившись в семье опошнянских гончаров, с детства привлекалась к работе с глиной. После окончания семилетней школы и двухлетней керамической школы при заводе на некоторое время уезжала из Опошни. Вернувшись, работала лепщицей на заводе художественной керамики в Опошне вплоть до выхода на пенсию.
Среди её работ множество анималистических фигурок: разнообразные барашки, птицы с декоративными гребешками и хвостами-веерами, петушки, лисы, козлы и многие другие животные. Некоторые работы: «Наседка», «Барашек», «Вакула и чёрт» — все 1969 г., многофигурные композиции «Баба Параска и баба Палажка», «Лиса и Петух», «Львы» — 1967—1969. Наследие насчитывает более тысячи произведений керамики, а также 300 листов зарисовок орнамента.
Брала сюжеты из жизни — ухаживание, сватовство, свадьба, свадебные сваты.
В 1949 году на Всеукраинской выставке детской игрушки в Киеве её изделия заняли призовое место. После этого они отправились по областным, республиканским, международным выставкам. Работы Селюченко неоднократно отмечались высокими наградами. Изделия хранятся в музеях, значительная часть находится в частных собраниях коллекционеров мира.
Отмечена званием Заслуженного мастера народного творчества УССР. Член Национального союза художников Украины.

## Память
В доме Селюченко был создан Мемориальный музей-усадьба. Институт керамологии, который является отделением Института народоведения НАН Украины, занимается изучением наследия Селюченко.
Сергей Одайник написал картину «Народный мастер села Опошня А. Селюченко» (1978).
Начиная с 1999 года, в периодических изданиях и сборниках Леонид Сморж опубликовал немало керамологичних работ, посвящённых творчеству украинской гончарки Александры Селюченко.
В 2004 году вышла моногорафия: Сморж Л. Гончарівна (одержима керамікою). — Опошня: Українське Народознавство, 2004. — 304 с.